# Rio Ussuri

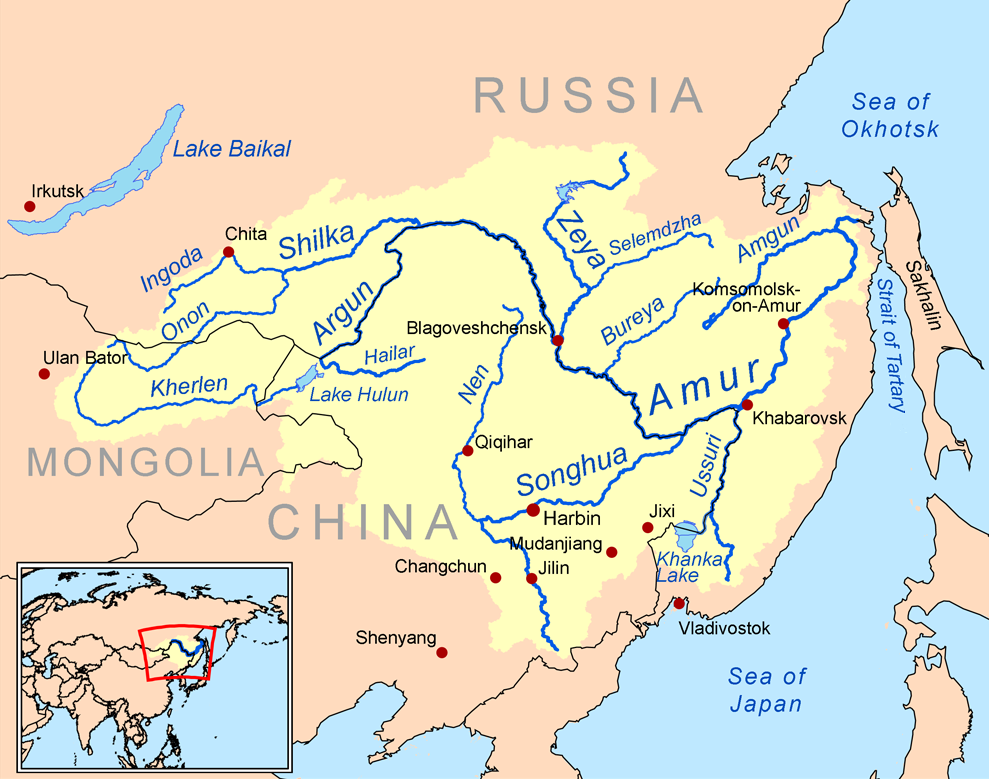
A foz do Rio Ussuri está situada no Rio Amur, próxima à cidade de Khabarovsk

O rio Ussuri (em russo:  Уссури, chinês simplificado: 乌苏里江; chinês tradicional: 烏蘇里江; pinyin: Wūsūlǐ Jiāng) é um rio do extremo oriente russo e nordeste da China. Administrativamente, percorre os krais de Khabarovsk e Primorie (Litoral) da Federação Russa, e forma durante um longo trecho a fronteira com a província chinesa de Heilongjiang. Os seus principais afluentes são, pela margem esquerda, o Muling, o Naoli, o Songacha e o Arsenyevka; e pela margem direita, o Bikin, o Khor e o Bolshaya Ussurka.
Em 1891, a construção da linha Transiberiana começou em ambos os extremos. A equipa oriental partiu de Vladivostok na direção norte, percorrendo logo a margem direita do rio Ussuri até chegar a Khabarovsk, onde a linha cruzava o rio Amur numa grande ponte. Este foi o primeiro trecho da Transiberiana que foi terminado e entrou em serviço em 1897, conhecida como a linha do Ussuri, com mais de 750 km de comprimento.
O conflito fronteiriço sino-soviético decorreu nas proximidades deste rio em 1969. O momento mais grave foi o combate entre tropas chinesas e soviéticas pela ilha de Zhenbao ou Damanski, então controlada pela URSS. Em 1991 o governo russo aceitou reconhecer a soberania chinesa sobre muitas das pequenas ilhas situadas no rio como gesto de boa vontade para colocar um fim às  disputas territoriais entre os dois países.